# Peter Norvig
Peter Norvig (14 de noviembre de 1956) es un científico informático estadounidense y el director de investigación (exdirector de Calidad de búsqueda) de Google Inc.

## Formación académica
Compañero y consejero de la American Association for Artificial Intelligence y coautor, junto a Stuart Russell, de Inteligencia Artificial: Un Enfoque Moderno, ahora el texto de universidad líder en el campo. Anteriormente, fue jefe de la División de Ciencias de la Computación (ahora la División de Sistemas Inteligentes) de la NASA Ames Research Center, donde supervisó un equipo de 200 científicos realizando investigaciones de la NASA y el desarrollo de la autonomía y la robótica, ingeniería de software automatizado y análisis de datos, neuroingeniería de colaboración, investigación de sistemas y simulación basada en la toma de decisiones. Anteriormente, fue Jefe Científico en Junglee, donde ayudó a desarrollar uno de los primeros servicios de Internet de comparación de compras, diseñador en jefe de Harlequin Inc., y científico principal de Sun Microsystems Laboratories.
Norvig recibió una Licenciatura en Ciencias en Matemáticas Aplicadas de la Universidad Brown y un doctorado en Ciencias de la Computación de la Universidad de California, Berkeley. Ha sido profesor adjunto en la Universidad del Sur de California y miembro de la facultad de investigación en Berkeley. Cuenta con más de cincuenta publicaciones en diversas áreas de Ciencias de la Computación, concentrándose en la inteligencia artificial, procesamiento de lenguaje natural, recuperación de información y la Ingeniería del Software incluida la Inteligencia Artificial 

## Libros
Inteligencia Artificial: Un Enfoque Moderno
Paradigmas de Programación AI: Estudios de caso en Common Lisp
Verbmobil: Un Sistema de Traducción de Diálogo Cara a Cara
Sistemas Inteligentes de Ayuda para UNIX.

## Investigación
Norvig es también conocido por su "Presentación Powerpoint Gettysburg", una sátira sobre las prácticas de mala presentación utilizando famoso discurso de Gettysburg de Abraham Lincoln.
Norvig es uno de los creadores de JScheme. En 2006 fue admitido como miembro de la Association for Computing Machinery. Norvig aparece en "Facultad Académica y Asesores" de la Universidad de la Singularidad. En 2011, trabajó con Sebastian Thrun para desarrollar un popular curso en línea en Inteligencia Artificial, que contaba con más de 160.000 estudiantes matriculados. También enseña un curso en línea a través de la plataforma Udacity. Cree que una revolución docente, impulsada por herramientas informáticas, se encuentra pendiente.